# Gewöhnlicher Vierkrallengecko
Der Gewöhnliche Vierkrallengecko (Gehyra mutilata) ist eine in Südostasien, auf Inseln im Indischen Ozean und auf vielen Inseln des Pazifischen Ozeans beheimatete Art der Geckos.

## Merkmale
Der Gewöhnliche Vierkrallengecko kann seine Färbung ändern und sich fast jedem braunen, grauen oder hellen Hintergrund anpassen. Die Oberseite ist fein dunkel gesprenkelt mit deutlich auseinander liegenden, paarweise angeordneten blassen Punkte auf dem Rücken und dem Schwanz. Auf dem Schwanz befinden sich schmale, gut getrennte Querbänder. Der Bauch ist blass und ohne Flecken. Jungtiere sind dunkler als adulte Tiere, mit dunklen Querbändern und oft dunkel gefleckt.
Der Gewöhnliche Vierkrallengecko erreicht eine Kopf-Rumpf-Länge von 4,4 bis 5,7 cm. Das von Wiegmann beschriebene Exemplar war 4,8 cm lang, der Schwanz war mit 4 cm etwas kürzer. Der Schwanz ist abgeflacht, breit an der Basis und am Übergang zum Körper eingeschnürt. Unterseits verläuft in der Mitte eine breite Reihe vergrößerter Schwanzschuppen. Nach Boulenger sind die Finger und Zehen klein, Haut dazwischen mehr oder weniger vorhanden, die Haftlamellen geteilt. Die Femoralporen verlaufen paarweise in gebogener Linie, 14 bis 19 auf jeder Seite. Oberseite und Kehle sind mit körnigen, kleinen Schuppen besetzt, die am Rücken am größten und glatt sind. Die Bauchschuppen sind moderat groß.

Gewöhnlicher Vierkrallengecko in verschiedenen Färbungen
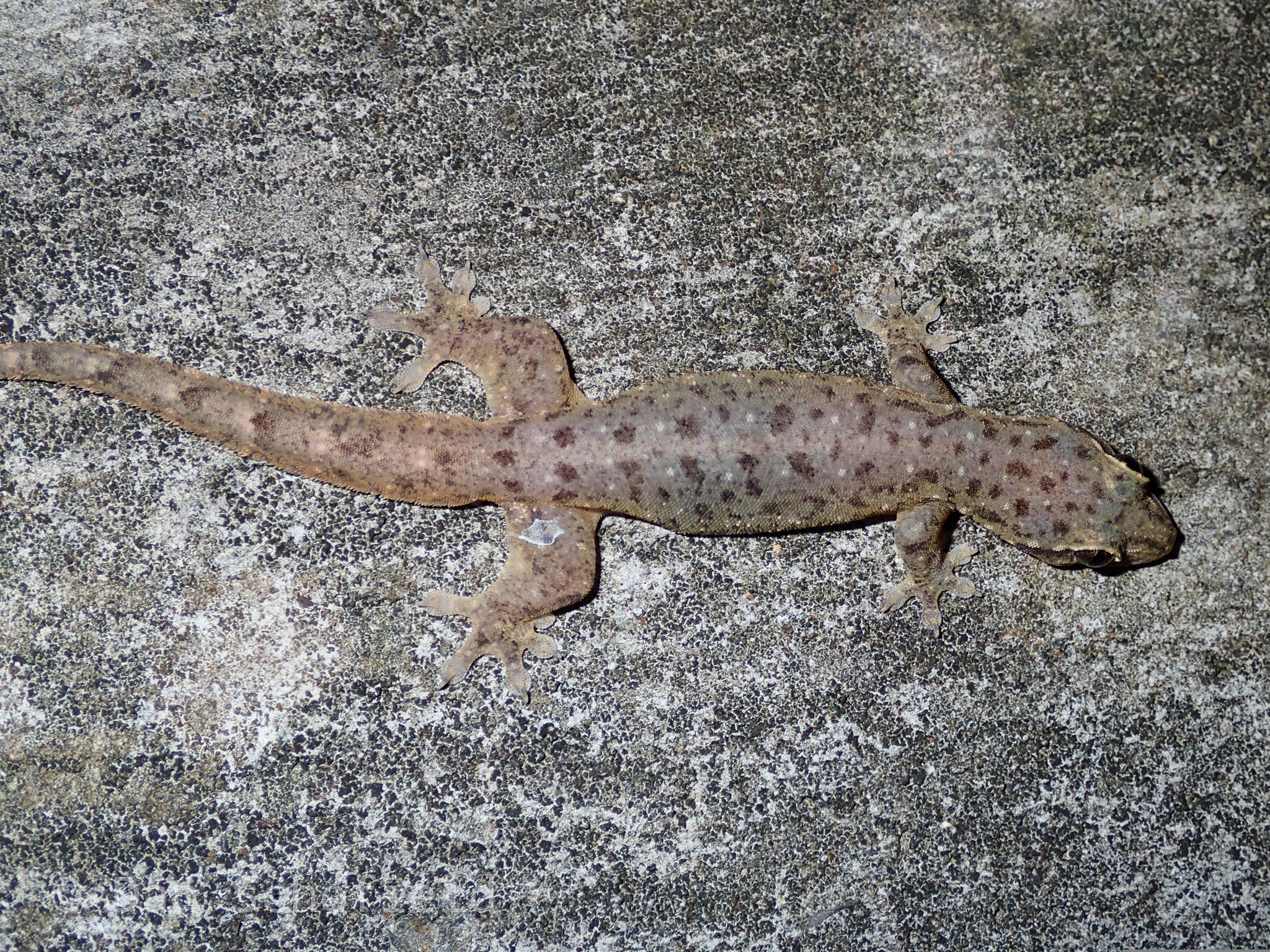
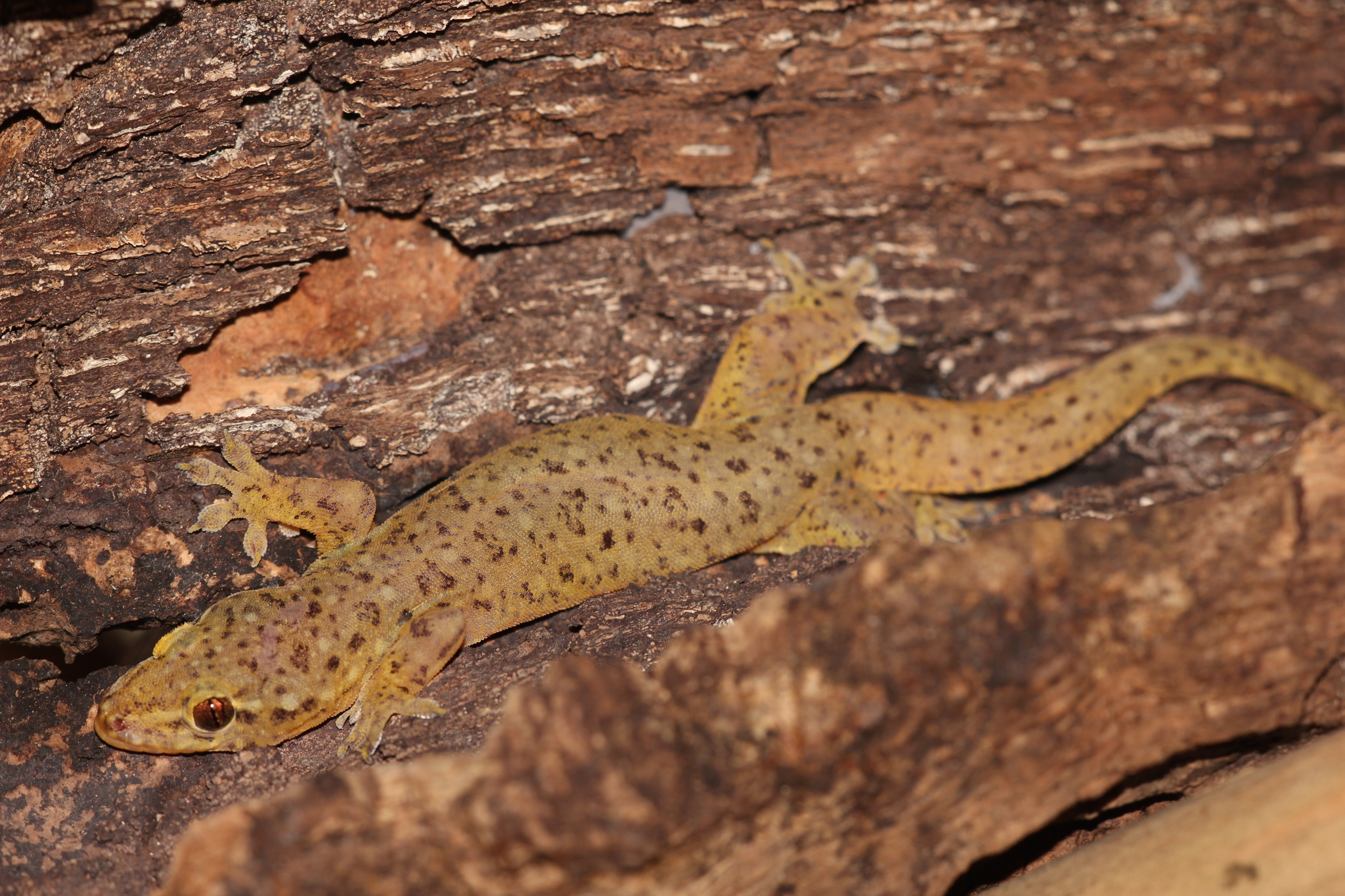
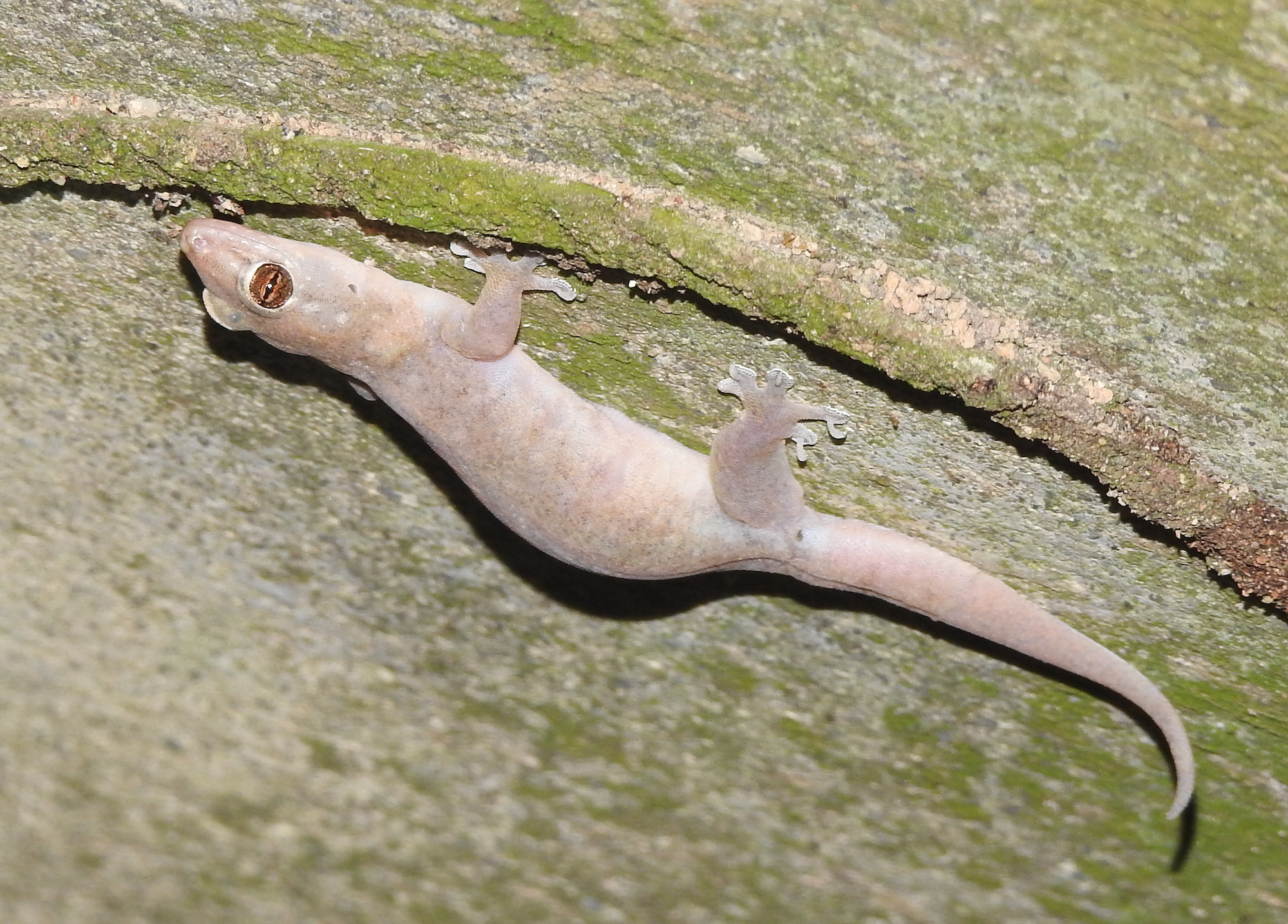
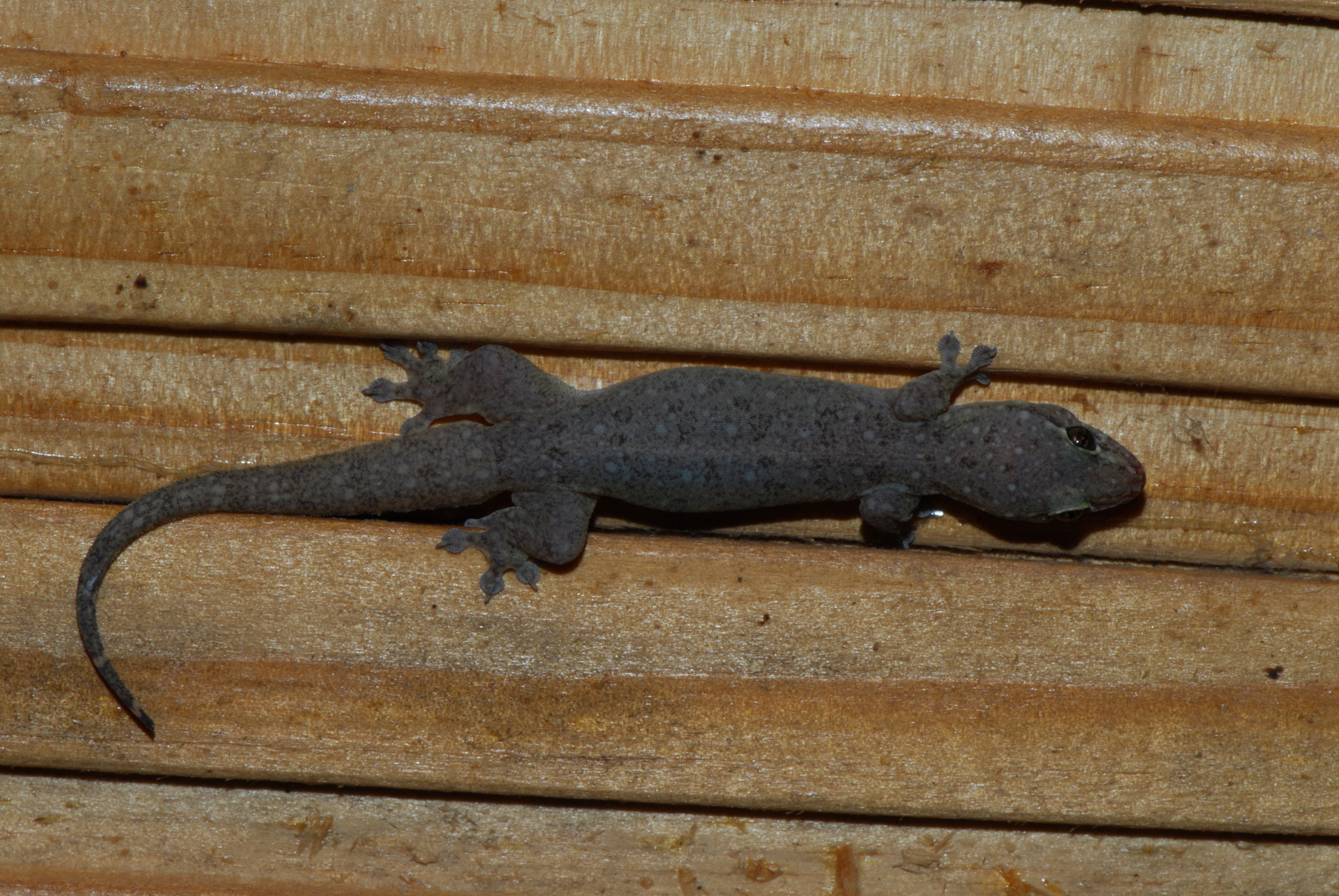

## Verbreitung
In Asien kommt der Gewöhnliche Vierkrallengecko in Sri Lanka, Indien (u. a. Andamaneninseln, Nikobaren, Kerala), Thailand, Vietnam, Malaysia, Kambodscha, Südchina (Yunnan, Hainan und Hongkong), Taiwan, Japan (Okinawa), auf den Philippinen, in Singapur, Neuguinea, Indonesien und Osttimor vor. Im Indischen Ozean ist er auf Madagaskar, den Maskarenen (Mauritius, Réunion, Rodrigues) sowie den Seychellen zu finden.
In Ozeanien ist die Art auf Samoa (westlicher Teil der Samoainseln), auf den Fidschi-Inseln, den Tonga-Inseln, auf Vanuatu (Toga), auf Palau, den Kokosinseln, in Mikronesien, auf der Weihnachtsinsel, Guam, den Salomonen, den Cookinseln und auf Nauru verbreitet.
Es gibt Bestände von eingebürgerten bzw. freigelassenen Tieren im Westen Mexikos, in den USA (Hawaii, Süd-Kalifornien) und in Französisch-Guayana. Der Gewöhnliche Vierkrallengecko soll Hawaii schon vor der Ankunft der Europäer erreicht haben. In Neuseeland gibt es Nachweise, aber anscheinend ist die Art dort noch nicht fest etabliert.

## Lebensraum und Lebensweise

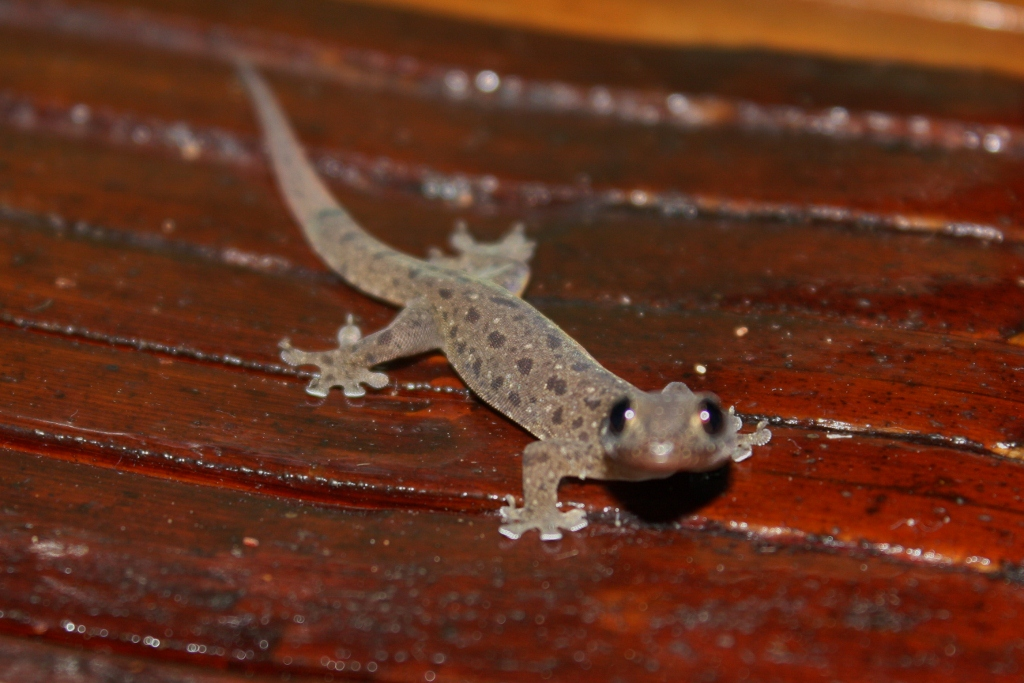
Gehyra mutilata in Hong Kong

Der Gewöhnliche Vierkrallengecko lebt unter Felsen und in Steinhaufen, an Wurzeln und Baumstämmen sowie unter Baumrinde. Häufig sucht er von Menschen bewohnte Gegenden auf. Er ist nachtaktiv, hält sich aber auch an beleuchteten Stellen auf. Seine Nahrung besteht aus Gliederfüßern. Die Art ist ovipar, das Gelege besteht aus 2 Eiern.

## Systematik
Die wissenschaftliche Erstbeschreibung erfolgte durch Arend Friedrich August Wiegmann 1834 als Hemidactylus pristiurus. Johann Gustav Fischer führte 1885 den wissenschaftlichen Namen Gehyra mutilata ein.